# Beau soir
Beau soir est une mélodie pour voix et piano de Claude Debussy composée en 1890 ou 1891 sur un poème de Paul Bourget.

## Présentation
Beau soir est composé en 1890 ou 1891, sur un texte de Paul Bourget paru dans le recueil Les Aveux (1882, livre second, no VII, p. 105).  
La partition de la mélodie est publiée par Veuve Girod en 1891 (d'après le dépôt légal), puis Fromont en 1919.

### Texte
Lorsque au soleil couchant les rivières sont roses,

Et qu'un tiède frisson court sur les champs de blé,

Un conseil d'être heureux semble sortir des choses

Et monter vers le cœur troublé ;

Un conseil de goûter le charme d'être au monde

Cependant qu'on est jeune et que le soir est beau,

Car nous nous en allons, comme s'en va cette onde,

Elle à la mer, nous au tombeau.

## Analyse
Beau soir est en mi majeur, « andante ma non troppo ».
La mélodie est « une réflexion sur la fuite du temps ». Sur un texte de deux strophes de trois alexandrins et un octosyllabe, la mise en musique est « de type fauréen : arpège de l'accompagnement, impression de continuité, sentiment d'intimité avec la fin morendo et l'emploi d'un recto tono ».
Il existe plusieurs transcriptions de l'œuvre, dont une pour violon et piano d'A. Walter Kramer (en) (New York, J. Fischer, ca 1914-1915).
La durée moyenne d'exécution de la pièce est de deux minutes trente environ.
Dans le catalogue des œuvres du compositeur établi par le musicologue François Lesure, Beau soir porte le numéro L 84 (6).

## Discographie
- Debussy : mélodies de jeunesse, Donna Brown et Stéphane Lemelin, ATMA Classique, 2001.
- Debussy Songs vol. 1, Christopher Maltman (en) (baryton), Malcolm Martineau (piano), Hyperion Records CDA67357, 2003.
- Claude Debussy : intégrale des mélodies, 4 CD, Liliana Faraon et Magali Léger (sopranos), Marie-Ange Todorovitch (mezzo-soprano), Gilles Ragon (ténor), François Le Roux (baryton), Jean-Louis Haguenauer (piano), Ligia Digital, 2014[5],[6] ;
- Claude Debussy : The complete works, CD 21, Véronique Gens (soprano), Roger Vignoles (piano), Warner Classics, 2018[7].